# Helius (Helius) fasciventris
Helius (Helius) fasciventris is een tweevleugelige uit de familie steltmuggen (Limoniidae). De soort komt voor in het Oriëntaals gebied.